# Massa Pneus
Pour les articles homonymes, voir Massa.
Massa Pneus  ou MP SA est une entreprise d’entretien et de réparation automobile. Propriété de la famille Massa depuis sa création, il a été repris par la société Contitrade filiale du fabricant allemand Continental en juillet 2014.
Présent principalement dans le grand quart sud-est de la France, ses centres sont à mi-chemin entre centres auto et ateliers pneumatiques.
Depuis le 1er janvier 2015, les centres MASSA pneus ont perdu progressivement leur enseigne bleu et jaune au profit de celle, orange et noir, du nouveau réseau nommé BestDrive auxquels ils appartiennent désormais.
Au 31 décembre 2018 la société conserve 16 établissements

## Historique
En 1908, Sylvain Massa ouvre à Cannes le premier atelier auto MASSA, spécialisé dans l’entretien des pneumatiques. En 1950, son fils Léon et sa belle-fille Antoinette reprennent le commerce familial en élargissant leur domaine d’expertise à la transmission au sol (plaquettes de frein, boîte de vitesse, suspension...).[réf. nécessaire]
En 1975, Sylvain et Christian Massa, les fils de Léon Massa, reprennent à leur tour l’entreprise familiale. Le réseau des garages Massa s’agrandit et devient présent dans toute la France à travers 138 centres automobiles, dont 24 franchisés. La société enrichit à nouveau sa gamme de services d’entretien et propose désormais des prestations complètes pour les professionnels et les particuliers : pneumatiques, gonflage à l’azote, géométrie, vidange, freins, amortisseurs, batteries, climatisation, échappement, suspensions, transmissions…[réf. nécessaire]
À la reprise de la société par Cédric et Magali Massa, les enfants de Sylvain Massa et la 4e génération de dirigeants, plusieurs actions sont mises en place pour assurer à l’entreprise familiale un virage digital. Une nouvelle entité est créée : Massa Online. Plus tard, les centres auto MASSA Pneus sont cédés au groupe allemand Continental.

## Chronologie
- 1908 – Création du premier centre à Cannes par Sylvain Massa, grand-père des dirigeants actuels[3].
- 1950 – Reprise de l’entreprise familiale par Léon Massa, fils du fondateur[4].
- 1975 – Ses fils Sylvain et Christian Massa lui succèdent. Il n’existe toujours qu'un unique point de vente à Cannes[4].
- 1978 – Ouverture d’un deuxième centre à Cagnes-sur-Mer.
- 1988 – Le réseau MASSA compte 11 centres.
- 1993 – Le réseau MASSA totalise 20 centres, de Toulon à Menton.
- 2003 – Ouverture de 6 centres dans les Bouches-du-Rhône.
- 2004 – Ouverture de 7 nouveaux centres.
- 2006 – Le réseau MASSA compte désormais 50 centres.
- 2010 – Le réseau MASSA compte près de 70 centres.
- 2011 – Le réseau MASSA compte plus 115 centres dont 18 franchisés[4].
- 2014 - Rachat par Contitrade France filiale de Continental[5]

## Sponsoring et partenariat
MASSA pneus sponsorise David Casteu, champion du monde 2010 des rallyes tout terrain en moto 450 cm3) depuis ses débuts dans la compétition.